# George Buckland
George Frederick Buckland (* 13. April 1883 in Didsbury; † 28. Januar 1937 in Timperley) war ein britischer Lacrossespieler.

## Erfolge
George Buckland war bei den Olympischen Spielen 1908 in London Mitglied der britischen Lacrossemannschaft und spielte auf der Position eines Angreifers. Neben ihm gehörten außerdem George Alexander, Eric Dutton, Sydney Hayes, Wilfrid Johnson, Edward Jones, Reginald Martin, Gerald Mason, Johnson Parker-Smith, Hubert Ramsey, Charles Scott und Norman Whitley zum Aufgebot. Nach dem Rückzug der südafrikanischen Mannschaft wurde im Rahmen der Spiele lediglich eine Lacrosse-Partie gespielt, die zwischen dem Gastgeber aus Großbritannien und Kanada ausgetragen wurde. Nach einer 6:2-Halbzeitführung gewannen die Kanadier die Begegnung letztlich mit 14:10, sodass Buckland ebenso wie seine Mannschaftskameraden die Silbermedaille erhielt.
Auf Vereinsebene war er für die Old Hulmeians aktiv. Zwischen 1907 und 1914 gewann er mit ihnen viermal den Iroquois Cup. Darüber hinaus bestritt er auch zahlreiche Partien auf County-Ebene.